# Сердюк, Ольга Семёновна
Ольга Семёновна Сердюк (род. 19 октября 1927, село Коровинцы, Роменский округ) — советский деятель сельского хозяйства, новатор сельскохозяйственного производства, телятница, доярка колхоза «Коминтерн» Недригайловского района Сумской области. Герой Социалистического Труда (1950). Депутат Верховного Совета СССР 4-5 созывов.

## Биография
Родилась в крестьянской семье.
С 1943 года работала телятницей в колхозе «Коминтерн» Недригайловского района Сумской области. Занималась откормом телят. Получила за год от 27 телят до четырёхмесячного возраста по 1210 граммов суточного привеса в среднем на теленка. За это ей было присвоено в 1950 году звание Героя Социалистического Труда. Член ВЛКСМ.
Окончила трехлетние зоотехнические курсы в Путивльской зоотехнической школе, работала дояркой, телятницей колхоза «Коминтерн» села Коровинцы Недригайловского района Сумской области. Неоднократно принимала участие в Выставках достижений народного хозяйства СССР, где получила две серебряные и две бронзовые медали.
Затем — на пенсии в селе Коровинцы Недригайловского района Сумской области.

## Награды
- Герой Социалистического Труда (10 июля 1950)
- орден Ленина (10.07.1950)
- ордена
- медали